# Аббот (місячний кратер)
Кратер Аббот (лат. Abbot) — ударний кратер в екваторіальній області видимої сторони Місяця. Назву присвоєно на честь американського астрофізика Чарлза Грілі Аббота (1872-1973) і затверджена Міжнародним астрономічним союзом в 1973 р.

## Опис кратера

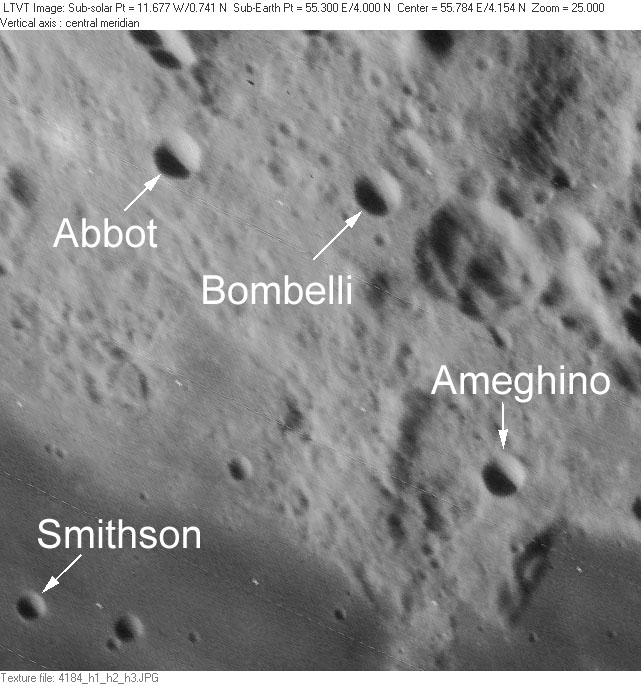
Знімок зонда Lunar Orbiter-IV.

Кратер знаходиться в гористій місцевості між Морем Криз і Морем Достатку. На сході від кратера розташований кратер Бомбеллі, на півдні — борозни Аполлонія.
Селенографические координати центру кратера — 5°34′ пн. ш. 54°44′ сх. д. / 5.56° пн. ш. 54.74° сх. д., діаметр — 10,4 км, глибина 2,7 км.
Кратер має чашоподібну форму з гладким внутрішнім схилом валу. За морфологічними ознаками може бути віднесений до типу ALC (за назвою кратера Аль-Баттані З). Найбільша висота валу над навколишньою місцевістю становить 370 м, об'єм кратера приблизно 40 км³.
До 1973 року відносився до сателітів кратера Аполлоній (Аполлоній K).
Кратер Аббот включений в список кратерів з темним радіальними смугами на внутрішньому схилі Асоціації місячної і планетної астрономії (ALPO).

## Сателітні кратери
Відсутні.

## См. також
- Список кратерів на Місяці
- Місячний кратер
- Морфологічний каталог кратерів Місяця
- Планетна номенклатура
- Селенография
- Мінералогія Місяця
- Геологія Місяця
- Пізнє важке бомбардування